# Stasimopus oculatus
Espèce
Stasimopus oculatus est une espèce d'araignées mygalomorphes de la famille des Stasimopidae.

## Distribution
Cette espèce est endémique d'Afrique du Sud. Elle se rencontre dans l'État-Libre vers Bloemfontein, Ladybrand et Reddersburg et au Cap-du-Nord vers Kimberley.

## Description
La femelle holotype mesure 30 mm.

## Publication originale
- Pocock, 1897 : On the spiders of the suborder Mygalomorphae from the Ethiopian Region, contained in the collection of the British Museum. Proceedings of the Zoological Society of London, vol. 1897, p. 724-774 (texte intégral).